# The Flame (Cheap Trick)
The Flame is een nummer van de Amerikaanse rockband Cheap Trick uit 1988. Het is de eerste single van hun tiende studioalbum Lap of Luxury.
"The Flame" was in eerste instantie bedoeld voor de Britse zangeres Elkie Brooks, maar zij wees het af. Schrijvers Bob Mitchell en Nick Graham boden het nummer toen aan Cheap Trick aan. Die voelden er wel wat voor om het nummer op te nemen en als single uit te brengen. Het nummer haalde de nummer 1-positie in de Amerikaanse Billboard Hot 100, en werd een grote hit in Noord-Amerika en Oceanië. In Europa haalde "The Flame" alleen in het Verenigd Koninkrijk en Duitsland de hitlijsten.